# Moblin
Moblin (skrót od Mobile Linux) – dystrybucja Linuksa przeznaczona na netbooki, nettopy i tablety. Został porzucony przez firmę Intel, a programiści pracujący nad nim przeniesieni do zespołu programistów MeeGo.